# Листинговый агент
Листинговый агент – это финансовый консультант получивший аккредитацию на Фондовой бирже и предоставляющий услуги эмитентам по подготовке к выводу ценных бумаг в Секторе РИИ Рынка Инноваций и Инвестиций.

## История
Для инновационных компаний в России путь на Фондовую биржу лежит через так называемую альтернативную торговую площадку с упрощенными правилами листинга, созданную специально для облегчения доступа к финансированию для молодых, развивающихся компаний малого и среднего бизнеса.
Чтобы уменьшить риски инвесторов и повысить уровень "прозрачности" компаний в 2007 году Фондовой бирже ММВБ был создан институт Листинговых агентов, обязанностью которых является всесторонняя помощь молодым компаниям при подготовке к выходу на фондовый рынок. Листинговые агенты являются поручителями эмитента перед биржей и акционерами, и потому статус такого агента присваивается самой Фондовой бирже ММВБ. В свою очередь Листинговый агент является обязательным проводником для компании в Секторе РИИ.

## Предназначение
Фондовой биржей ММВБ были сформулированы основные обязанности Листинговых агентов которые вошли в "Положение об аккредитации листинговых агентов". К самым главным обязанностям Листинговых агентов можно отнести:
- подготовку в соответствии с Правилами листинга комплекта документов, необходимых для подачи эмитентом в Секторе РИИ с прохождением или без прохождения процедуры листинга;
- помощь в написание инвестиционного меморандума представляемого эмитентом при допуске к торгам ценных бумаг и их поддержании в Секторе РИИ;
- подписание листинговым агентом заключения, содержащего обоснование оценки капитализации при допуске к торгам в Секторе РИИ акций эмитента;
- контроль за соблюдением эмитентом, требований законодательства Российской Федерации и нормативных правовых актов федерального органа исполнительной власти по рынку ценных бумаг о раскрытии информации на рынке ценных бумаг;
- представление в письменном виде уведомлений Фондовой бирже ММВБ о фактах несоблюдения эмитентом, требований законодательства Российской Федерации и нормативных правовых актов федерального органа исполнительной власти по рынку ценных бумаг о раскрытии информации на рынке ценных бумаг.

## Получение статуса
Фондовой бирже ММВБ тщательно отбирает претендентов на получение статуса Листингового агента, поэтому получить аккредитацию Листингового агента на Фондовой бирже могут только организации отвечающие требования "Положения об аккредитации листинговых агентов". Обязательными условием получения аккредитации является:
- письмо с описанием своей деятельности в сфере консультирования эмитентов в процессе подготовки к допуску ценных бумаг к торгам на фондовой бирже в процессе размещения (обращения), с указанием наименования эмитентов и деталей сделок, а также содержащее сведения о менеджерах организации (филиала иностранного юридического лица), отвечающих за организацию данной сферы деятельности и её результаты, а также о сотрудниках, которые обеспечивают осуществление организацией такой деятельности ;
- письмо, подтверждающее отсутствие фактов применения к организации мер административной ответственности за правонарушения в области рынка ценных бумаг, а также отсутствие претензий со стороны клиентов;
- рекомендацию организации, аккредитованной в качестве листингового агента, либо члена Экспертного совета (комитета) ЗАО «ФБ ММВБ».

После проведения проверки представленных документов, уполномоченные лица Фондовой бирже ММВБ проводят интервью с двумя Ключевыми менеджерами организации для определения их уровня компетенции в отношении Правил листинга и Положения.

## Статус
Аккредитацию организация может получить сроком на 1 год, которую при соответствии всем требованием может продлить еще на 2 года, при этом, общий срок аккредитации не может превышать 3-х лет. По истечении 3-х лет организация обязана проходить все процедуру повторно.